# São José dos Pinhais
São José dos Pinhais, amtlich Município de São José dos Pinhais, ist eine Stadt im Bundesstaat Paraná in Brasilien. Sie liegt am südlichen Stadtrand von Curitiba und beherbergt dessen internationalen Flughafen Afonso Pena International. Sie ist Teil der Metropolregion Curitiba. Die Einwohnerzahl wurde zum 1. Juli 2021 auf 334.620 Bewohner geschätzt, die São-Joseenser genannt werden und auf einer Gemeindefläche von rund 946 km² leben.

## Geographie
São José dos Pinhais liegt auf dem Primeiro Planalto Paranaense, der ersten Hochebene in Paraná, im Übergang zur Serra do Mar auf einer Höhe von 906 Metern. Sie liegt am Oberlauf des Rio Iguaçu.
Umliegende Gemeinden sind Curitiba, Fazenda Rio Grande, Guaratuba, Mandirituba, Morretes, Pinhais, Piraquara und Tijucas do Sul.

### Vegetation
Das Biom ist Mata Atlântica.

### Klima
São José dos Pinhais hat ein gemäßigtes und warmes, dazu feuchtes subtropisches Klima mit jährlicher mittlerer Temperatur von 17,2 °C, es ist geringfügig kühler als Curitiba. Die Klimaklassifikation nach Köppen und Geiger lautet Cfb. Die durchschnittliche Niederschlagsmenge liegt bei 1630 mm im Jahr.
Aufgrund der Höhe von 906 Metern über dem Meeresspiegel gibt es große tägliche Temperaturschwankungen (ca. 11 Grad). Im Sommer übersteigt die Temperatur am Tage gewöhnlich 30 °C, fällt aber nachts auf rund 15 °C, bei einer mittleren sommerlichen Temperatur von 22 °C. Im Winter kann es gelegentlich Nachtfrost geben, jedoch gab es das letzte Mal 1975 Schnee.

## Geschichte
1754 wurde der zu Curitiba gehörende Distrito de São Paulo gegründet. Daraus entstand zur Zeit der Provinz Paraná durch das Provinzgesetz Nr. 10 vom 16. Juli 1852 mit Abtrennung von Curitiba das Vila de São Paulo, installiert am 8. Januar 1853. Dieses Datum ist auch im Stadtwappen als Gründungsdatum vermerkt. Durch das Staatsgesetz Nr. 259 vom 27. Dezember 1897 erhielt die Gemeinde den Stadtstatus als cidade und wurde in São José dos Pinhais, abgekürzt auch SJP genannt, umbenannt.

## Stadtverwaltung
Stadtpräfektin ist nach der Kommunalwahl 2020 für die Amtszeit von 2021 bis 2024 Margarida Maria Singer, genannt Nina Singer, von der Partei Cidadania.
Die Legislative liegt bei einem Stadtrat (Câmara Municipal) auf 21 gewählten Abgeordneten, den vereadores.
Die Gemeinde ist seit 2001 in 7 Distrikte geteilt, der Hauptort hat 42 Bairros (Stadtviertel). Die Distrikte sind Distrito de São José dos Pinhais, Distrito de Borda do Campo de São Sebastião, Distrito de Cachoeira de São José, Distrito de Campo Largo da Roseira, Distrito de Colônia Murici, Distrito de  Marcelino und Distrito de São Marcos.

## Demografie

### Bevölkerungsentwicklung
| Jahr | Einwohner                         | Stadt   | Land   |
| --- | --------------------------------- | ------- | ------ |
| 1872 | 10.823 Freie: 10.179 Sklaven: 644 | ?       | ?      |
| 1900 | 14.897                            | ?       | ?      |
| 1920 | 27.918                            | ?       | ?      |
| 1940 | 32.270                            | 2.899   | 29.371 |
| 1950 | 35.768                            | 4.802   | 30.966 |
| 1960 | 28.888                            | 8.231   | 20.657 |
| 1970 | 34.124                            | 21.529  | 12.595 |
| 1980 | 70.643                            | 56.814  | 13.829 |
| 1991 | 127.455                           | 111.952 | 15.503 |
| 2000 | 204.316                           | 183.366 | 20.950 |
| 2010 | 263.488                           | 236.233 | 27.255 |
| 2021 | 334.620                           | ?       | ?      |
| Die zur Anzeige dieser Grafik verwendete Erweiterung wurde dauerhaft deaktiviert. Wir arbeiten aktuell daran, diese und weitere betroffene Grafiken auf ein neues Format umzustellen. (Mehr dazu) |                                   |         |        |

Quelle: IBGE (2011)

### Ethnische Zusammensetzung
Ethnische Gruppen nach der statistischen Einteilung des IBGE (Stand 2000 mit 204.316 Einwohnern, Stand 2010 mit 264.210 Einwohnern):
| Gruppe      | Anteil 2000       | Anteil 2010           | Anmerkung                        |
| ----------- | ----------------- | --------------------- | -------------------------------- |
| Brancos     | 168.275 (82,36 %) | ▲ 191.838 (72,61 %) ▼ | Weiße, Nachfahren von Europäern  |
| Pardos      | 28.852 (14,12 %)  | ▲ 61.874 (23,42 %) ▲  | Mischrassige, Mulatten, Mestizen |
| Pretos      | 4.477 (2,19 %)    | ▲ 8.490 (3,21 %) ▲    | Schwarze                         |
| Amarelos    | 1.005 (0,49 %)    | ▲ 1.798 (0,68 %) ▲    | Asiaten                          |
| Indígenas   | 786 (0,38 %)      | ▼ 179 (0,07 %) ▼      | indigene Bevölkerung             |
| ohne Angabe | 921               | 31                    |                                  |

## Wirtschaft
São José dos Pinhais hat eine weit entwickelte Wirtschaft, im Wesentlichen aufgrund des Flughafens und großer Autofabriken (Renault-Nissan und Volkswagen do Brasil) abseits der Stadt samt Zulieferern. Weiterhin beherbergt São José dos Pinhais den Parfümhersteller O Boticário und die Nahrungsmittelfirma Nutrimental.

## Durchschnittseinkommen und Lebensstandard
Das monatliche Durchschnittseinkommen betrug 2019 den Faktor 3,3 des brasilianischen Mindestlohns (Salário mínimo) von R$ 998,00 (2019: rund 750 €). Der Index der menschlichen Entwicklung (HDI) ist mit 0,758 für 2010 als hoch eingestuft. 
2019 waren 112.123 Personen oder 34,7 % der Bevölkerung als im Arbeitsverhältnis stehend gemeldet, 28,2 % der Bevölkerung hatte ein Einkommen von nur der Hälfte des Minimallohns.
Das Bruttosozialprodukt pro Kopf betrug 2019 92.666 R$, das Bruttosozialprodukt der Gemeinde belief sich auf rund 29.962,7 Mio. R$.

## Bistum
Die Stadt ist Sitz des 2006 errichteten Bistum São José dos Pinhais.

## Bildung
In São José dos Pinhais befindet sich ein Campus der Universidade Estadual do Paraná.

## Sehenswürdigkeiten

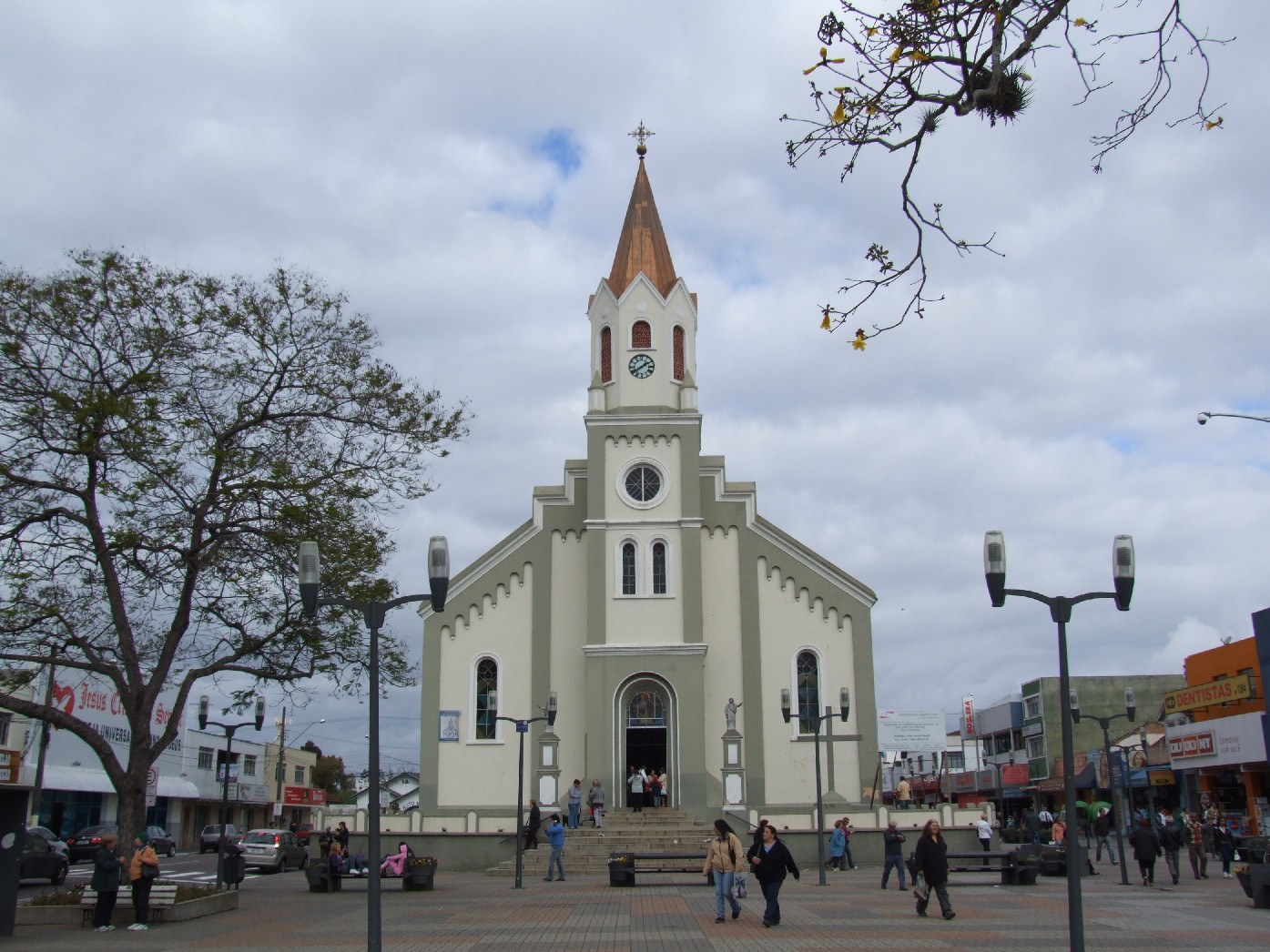
Kathedrale São José dos Pinhais (Sankt-Josefs-Kathedrale)
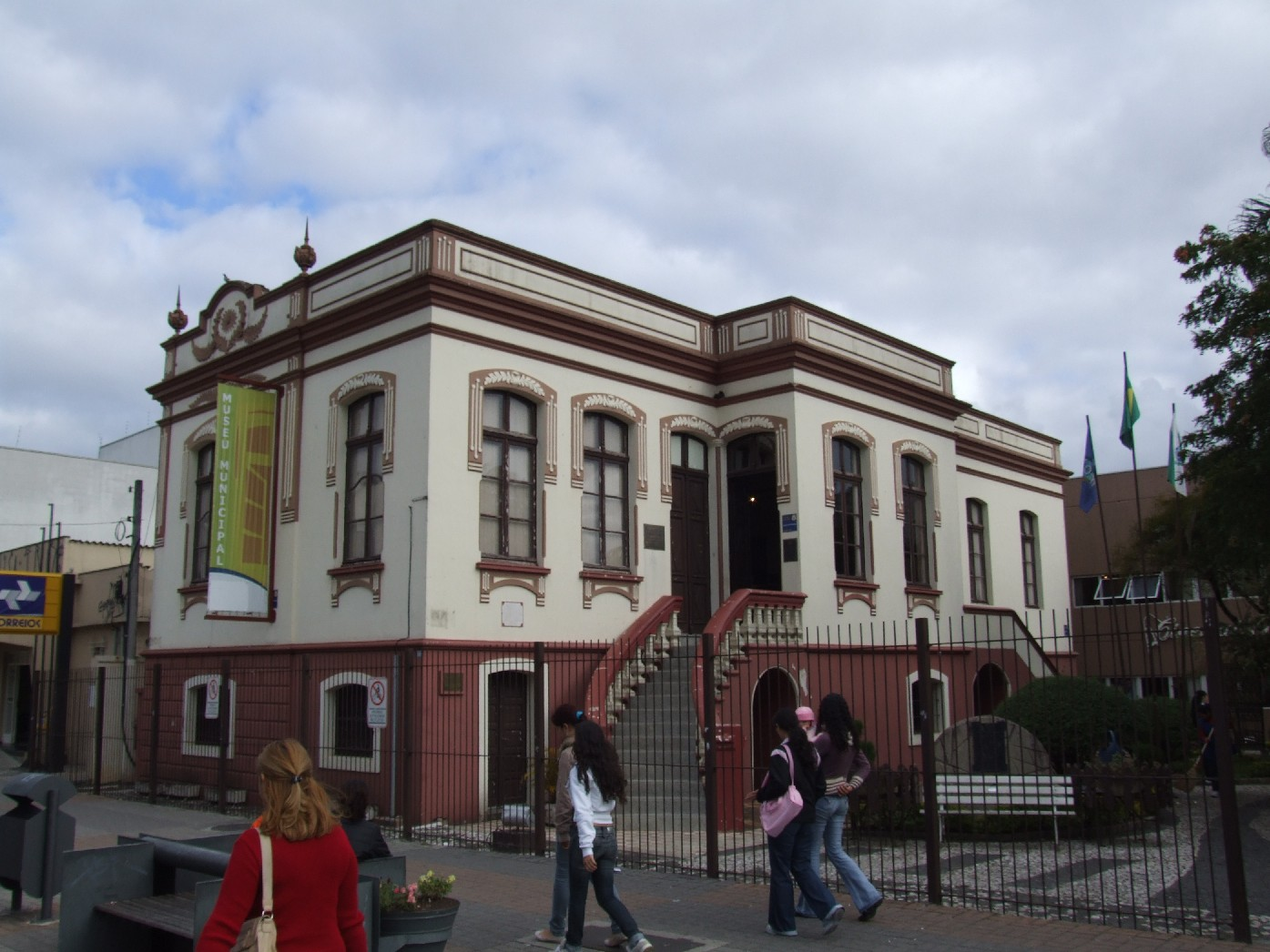
Stadtmuseum Atílio Rocco
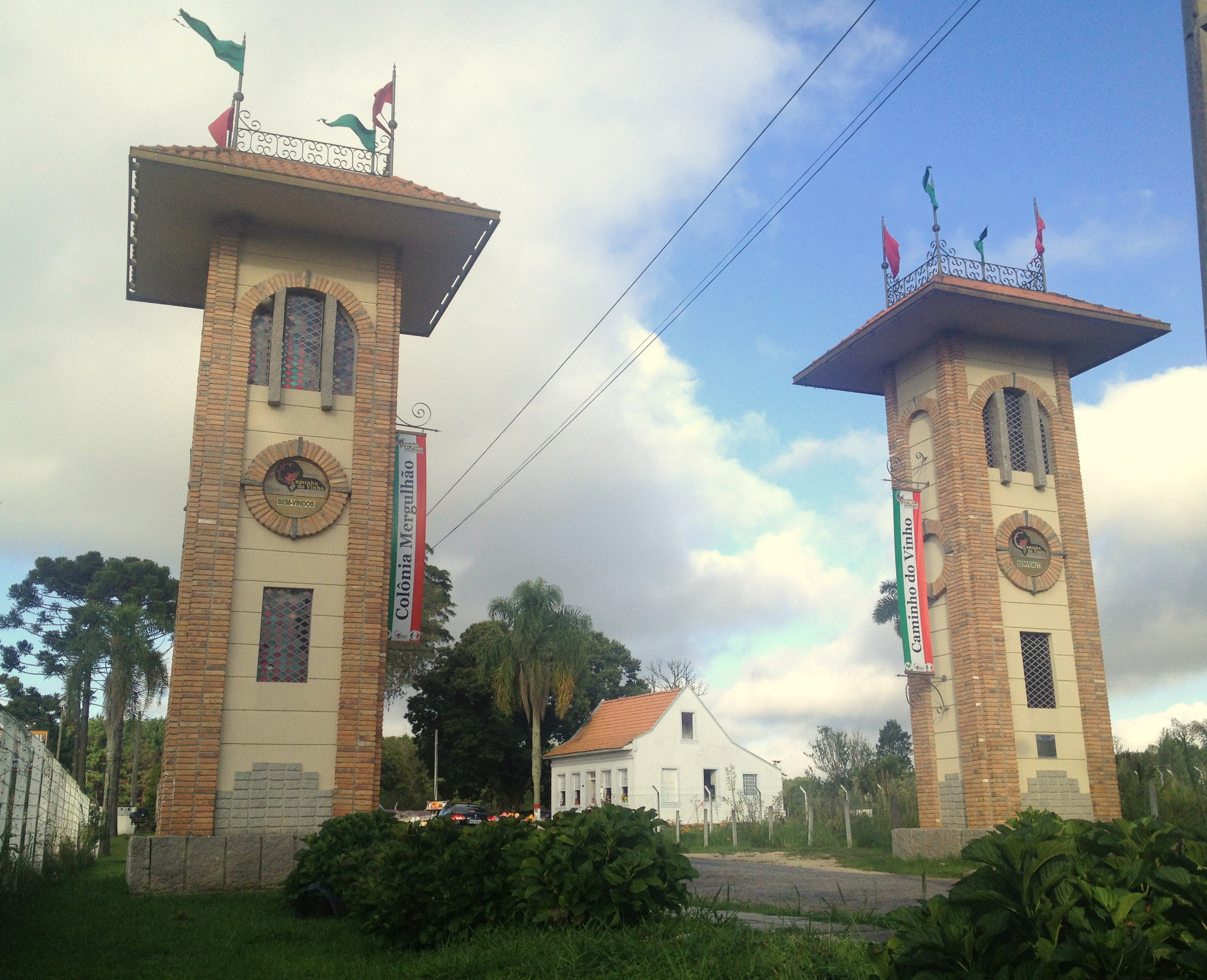
Stadtportal an der Weinstraße

## Söhne und Töchter
- Levi Bonatto (* 1957), Weihbischof in Goiânia